# Ecuación constitutiva
Una ecuación constitutiva es una relación entre las variables termodinámicas o mecánicas de un sistema físico: presión, volumen, tensión, deformación, temperatura, densidad, entropía, etcétera. Cada material o sustancia tiene una ecuación constitutiva específica, dicha relación solo depende de la organización molecular interna.
En mecánica de sólidos y en ingeniería estructural, las ecuaciones constitutivas son igualdades que relacionan el campo de tensiones con la deformación, usualmente dichas ecuaciones relacionan componentes de los tensores tensión, deformación y velocidad de deformación. Para un material elástico lineal la ecuación constitutiva se llaman ecuaciones de Lamé-Hooke o más simplemente ley de Hooke.
También más generalmente en física se usa el término ecuación constitutiva para cualquier relación entre magnitudes tensoriales, que no es derivable de leyes de conservación u otro tipo de leyes universales y que son específicas del tipo de problema estudiado.

## Ejemplos

### Medios continuos y termodinámica
La primera ecuación constitutiva (ley constitutiva) fue desarrollada por Robert Hooke y actualmente se conoce como ley de Hooke. Esta ecuación trata el caso de elasticidad lineal. Siguiendo a este trabajo, se han usado frecuentemente los términos "relación tensión-deformación", "asunción constitutiva" o "ecuación de estado". Walter Noll desarrolló un importante trabajo sobre ecuaciones constitutivas, clarificando su clasificación y el papel de los requisitos de invariancia, restricciones y definiciones de términos como "material", "isótropo", "alotrópico", etc. La clase de ecuaciones constitutivas de la forma "derivada temporal de la tensión = f (gradiente de velocidad, tensión, densidad)" fue el objeto de la tesis doctoral de Walter Noll de 1954 bajo la dirección de Clifford Truesdell. Algunos ejemplos de ecuaciones constitutivas usables en el campo de los medios continuos y la termodinámica son:
- Sólido Elástico lineal (Ley de Hooke)[2]

{\displaystyle \sigma =E\varepsilon \quad [\Rightarrow F=-kx]\,} (caso unidimensional)
{\displaystyle \sigma _{ij}=\sum _{k,l}C_{ijkl}\,\varepsilon _{kl}} (caso general)
- Sólido Elástico isótropo no lineal (Teorema de Rivlin-Ericksen)[2]

{\displaystyle \sigma _{ij}=\alpha (\iota _{\varepsilon })\delta _{ij}+\beta _{ijkl}(\iota _{\varepsilon })\varepsilon _{kl}+\gamma _{ijkl}(\iota _{\varepsilon })\sum _{m}{\varepsilon _{km}\varepsilon _{ml}}\,}
- Fluido newtoniano

{\displaystyle \tau _{\ \lVert }=\mu \left({\frac {\partial u}{\partial y}}\right)_{\bot }\qquad \sigma _{ij}=-p\delta _{ij}+\mu \left({\frac {\partial v_{i}}{\partial x_{j}}}+{\frac {\partial v_{j}}{\partial x_{i}}}-{\frac {2}{3}}\delta _{ij}\nabla \cdot \mathbf {v} \right)}

### Electromagnetismo
- Ley de Ohm

{\displaystyle {V \over I}=R\,} (caso isótropo)
{\displaystyle J_{j}=\sigma _{ij}E_{i}\,} (caso general)
- Susceptibilidad eléctrica (Permitividad)

{\displaystyle P_{j}=\varepsilon _{0}\chi _{ij}E_{i}\,}
{\displaystyle D_{j}=\varepsilon _{ij}E_{i}\,}
- Susceptibilidad magnética (Permeabilidad (electromagnetismo))

{\displaystyle M_{j}=\chi _{m,ij}H_{i}\,}
{\displaystyle B_{j}=\mu _{ij}H_{i}\,}

### Fenómenos de transporte
- Transferencia de calor

{\displaystyle q=c_{p}T\,}
- Conductividad térmica

{\displaystyle p_{j}=-k_{ij}{\frac {\partial T}{\partial x_{i}}}\,}
- Difusión (Ley de Fick)

{\displaystyle J_{j}=-D_{ij}{\frac {\partial C}{\partial x_{i}}}\,}

### Otros ejemplos
- Fricción

{\displaystyle F_{f}=F_{p}\mu _{f}\,}
- Resistencia aerodinámica

{\displaystyle D={1 \over 2}C_{d}\rho Av^{2}\,}